# محمد غوث بن ناصر الدين
العلامة محمد غوث بن ناصر الدين (1166 هجريًا - 1238 هجريًا) فقيه من سكان الهند، وهو صاحب كتاب «نثر المرجان»، واسمه الكامل محمد غوث بن ناصر الدين محمد بن نظام الدين أحمد النائطي الأركاني حسب كتابه، أما كتاب «نزهة الخواطر» فذكر أنَّ اسمه «الشيخ محمد غوث بن ناصر الدين محمد نظام الدين بن عبد الله الشافعي المدراسي». ويُلقب باسم «الهندي المِدْراسِي».

## حياته
وُلد محمد غوث بن ناصر الدين بتاريخ 17 رمضان 1166 هجريًا الموافق 17 يوليو (تموز) 1753 ميلاديًا، وحسب كتاب «نزهة الخواطر وبهجة المسامع والنواظر» فإنهُ «الشيخ العالم الفقيه محمد غوث بن ناصر الدين بن نظام الدين بن عبد الله الشافعي المدراسي أحد الفقهاء المشهورين، ولد بمحمد بور من بلاد آركات لسبع عشرة خلون من رمضان سنة ست وستين ومائة وألف، واشتغل بالعلم على جده نظام الدين مدة، وأسند الحديث عنه، ولما توفي جده اشتغل على مولانا أمين الدين الصديقي الإلوري بكسر الهمزة ورحل معه إلى بلدة رامناة وقرأ عليه أكثر الكتب الدرسية، ولما توفي أمين الدين رجع إلى مدراس، ولازم ملك العلماء عبد العلي بن نظام الدين اللكهنوي وقرأ عليه فاتحة الفراغ، ثم تقرب إلى أمير الأمراء بن والاجاه، وكان يعلم ولده عظيم الدولة، ولما توفي والده ولي العدل والقضاء، فصار منفذاً لأحكام الشرع، ولما ولي المملكة عمدة الأمراء بن والاجاه اعتزل عن الخدمة المذكورة، ورحل إلى حيدر آباد سنة ثلاث عشرة ومائتين وألف ولم ينل مرامه، فرجع إلى مدراس في أيام عظيم الدولة بن أمير الأمراء فولاه الوزارة الجليلة سنة ست عشرة ومائتين، ولقبه بشرف الدولة شرف الملك غالب جنك فاستقل بالوزارة إلى سنة ثلاث وعشرين ثم اعتزل عنها».
حسب كتاب «فهرس الخزانة التيمورية» فإنَّ لمحمد غوث ابنًا اسمه عبد الوهاب بن محمد غوث، حيث يذكر الكتاب «المولى عبد الوهاب بن المولوى محمد غوث بن ناصر الدين محمد ابن نظام الدين أحمد المدراسيّ من علماء الهند في أواخر القرن الثالث عشر، كان موجودًا سنة 1277»، وله مُؤلف «كشف الأحوال في نقد الرجال» في الجرح والتعديل.

## مؤلفاته
من مؤلفاته:

### باللغة العربية
- «نثر المرجان في رسم نظم القرآن» في مجلدين
- «الفوائد الصبغية في شرح الفرائض السراجية»
- «سواطع الأنوار في معرفة أوقات الصلاة والأسحار»
- «سواطع الأنوار وزواجر الإرشاد إلى دار الجهاد»
- «حاشية على شرح قطر الندى»[5]
- «النجم الوقاد شرح قصيدة بانت سعاد»
- «الحواشي على القاموس»
- «الفوائد الصيفية»
- «تعليقات على مختصر أبي شجاع»
- «بسط اليدين لإكرام الأبوين»
- «كفاية المبتدي في الفقه الشافعي»
- «زواجر الإرشاد إلى أهل دار الجهاد»
- «مسائل في الفقه الشافعي»
- «النصف الآخر من الكافي مختصر الكافية»
- «حواش على القاموس»
- «الشافي شرح الكافي في النحو»
- «نحور الفوائد وبحور الفرائد في المواريث»
- أرجوزة في ألقاب علي بن أبي طالب

### باللغة الفارسية
- «أنهار المفاخر في مناقب السيد عبد القادر»
- «اليواقيت المنثورة في الأذكار المأثورة»
- «بسائم الأزهار في الصلاة على سيد الأبرار»
- «هداية الغوي إلى المنهج السوي في طب النبي صَلَّى اللهُ عَلَيْهِ وَسَلَّمَ»
- «خواص الحيوان ورشحات الإعجاز في تحقيق الحقيقة والمجاز»
- «رسالة في الرد على خواجه كمال الدين وآمدن»
- «برهان الحكمة ترجمة هداية الحكمة»
- «الفتاوي الناصرية في فقه الحنفية»
- «خلاصة البيان في شرح عقيدة عبد الرحمن المراد به الجامي»
- «زبدة العقائد»

### باللغة الهندية
- «رسالة في فقه الأحناف»

## وفاته
تُوفي محمد غوث بن ناصر الدين يوم الأحد بتاريخ 11 صفر 1238 هجريًا، المُوافق 27 أكتوبر 1822 ميلاديًا، عن عمرٍ ناهز 69 عامًا.